# Edward L. G. Bowell
Edward L. G. Bowell (nebo Ted Bowell) (26. listopadu 1943, Londýn – 21. srpna 2023, Flagstaff) byl americký astronom, vedoucí výzkumník programu Lowell Observatory Near-Earth-Object Search (LONEOS) a spoluobjevitel periodické komety 140P/Bowell-Skiff a neperiodické komety C/1980 E1. Objevil velké množství planetek, nejen v rámci projektu LONEOS, ale i před jeho začátkem.